# جوري دي ماركو
جوري دي ماركو (بالإيطالية: Juri De Marco)‏ هو لاعب كرة قدم إيطالي في مركز حراسة المرمى، ولد في 12 يوليو 1984 في بينيفنتو في إيطاليا. لعب مع نادي بيروجيا.